# Carlo Goldoni
(Francesco De Sanctis, Storia della letteratura italiana [1870], Morano, Napoli 1890, p. 385.)
Carlo Osvaldo Goldoni (Venezia, 25 febbraio 1707 – Parigi, 6 febbraio 1793) è stato un commediografo e scrittore italiano, cittadino della Repubblica di Venezia.
Goldoni è considerato uno dei grandi padri della commedia moderna e deve parte della sua fama anche alle opere in veneziano.
(Carlo Goldoni, presentazione de Le massere, 1755)

## Biografia

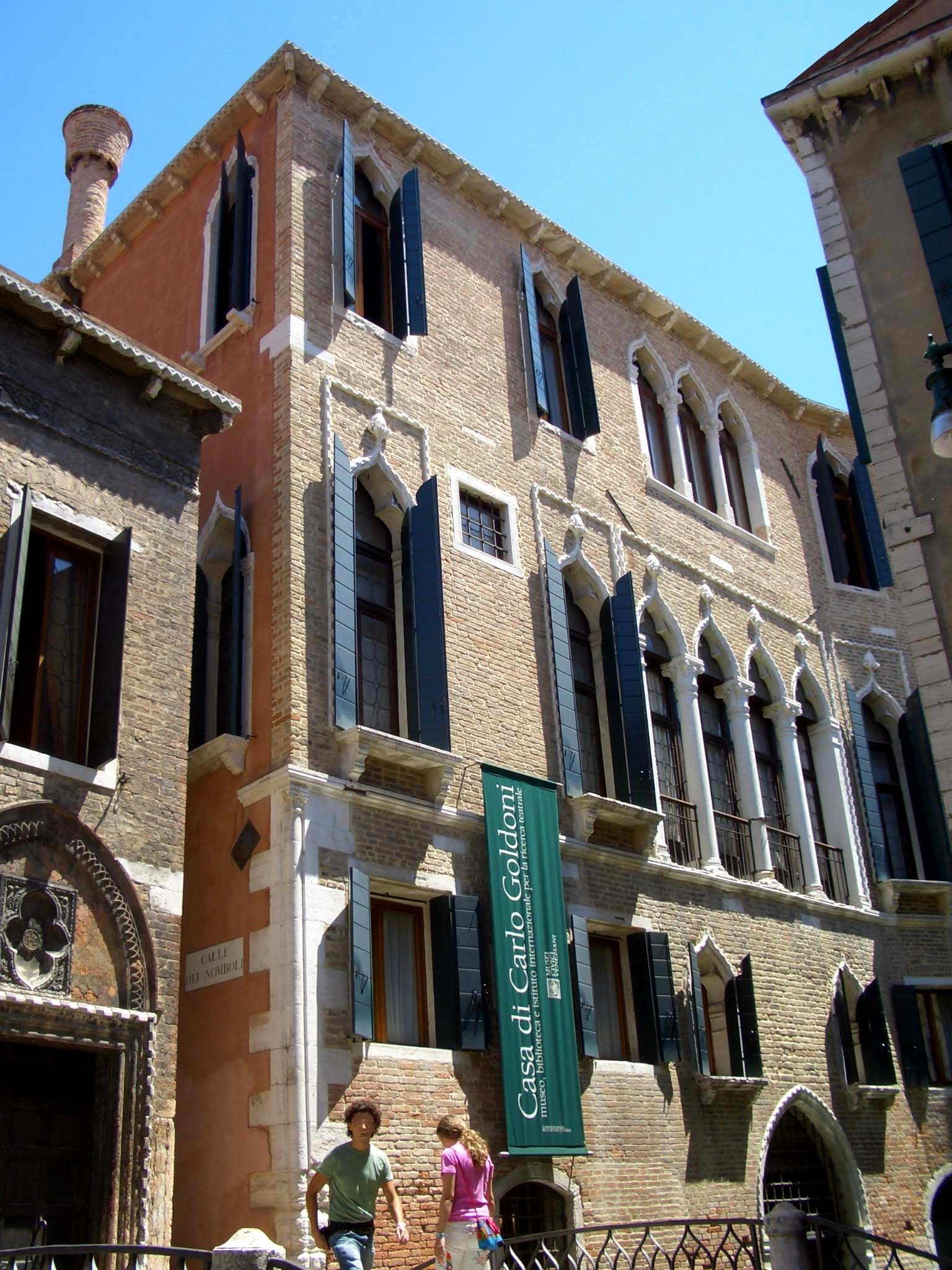
Una delle case veneziane di Goldoni, ora adibita a museo

Carlo Goldoni nacque a Venezia il 25 febbraio del 1707 in una famiglia borghese d'origine modenese per parte paterna. In difficoltà finanziarie in seguito agli sperperi del nonno paterno Carlo Alessandro, il padre Giulio si trasferì a Roma per studiare medicina, lasciando Carlo con la madre Margherita Salvioni. Pare non fosse riuscito a conseguire la licenza di medico, ma divenne comunque farmacista ed esercitò la professione a Perugia, richiamando a sé tutta la famiglia. Inoltre suo padre voleva che studiasse giurisprudenza, ma a lui non interessava.
Goldoni ebbe modo di formarsi dunque dapprima nella città umbra, venendo seguito inizialmente da un precettore per poi frequentare un collegio gesuitico, e infine a Rimini (dove nel frattempo s'erano trasferiti i genitori), studiando prima in un istituto gestito dai domenicani e poi presso un insegnante domenicano privato, tal Candini. Di questo periodo è noto l'episodio della fuga da Rimini a Chioggia al seguito di una compagnia di comici. Suo padre inoltre voleva che studiasse diritto ma a Goldoni non interessava.

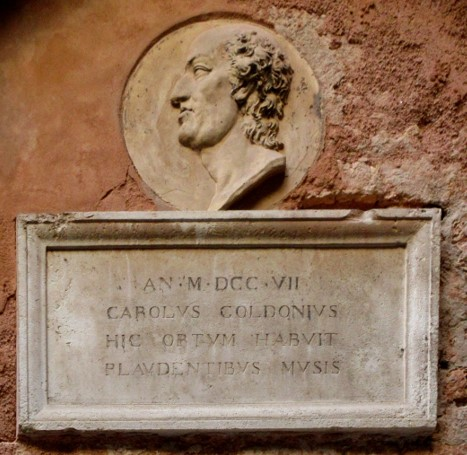
Lapide sulla Casa di Carlo Goldoni a Venezia

Tornato con la madre a Venezia nel 1721, fece praticantato presso lo studio legale dello zio Giampaolo Indric. Nel 1723 passò al collegio Ghislieri dell'Università degli Studi di Pavia grazie a una borsa di studio offerta dal marchese Pietro Goldoni Vidoni, protettore della famiglia, ma ne venne espulso prima di concludere il terzo anno per essere stato l'autore di un'opera satirica ispirata ad alcune fanciulle della borghesia locale. Fu poi a Udine e a Vipacco al seguito del padre, medico del conte Francesco Antonio Lantieri; qui si recò nel 1727 per un periodo di quattro mesi. Verso la fine del 1783, nella sua opera Mémoires, definì la sosta come una "scampagnata", caratterizzata ogni giorno da un "abbondantissimo" trattamento gastronomico; in particolare cita: "un certo vino rosso che era definito crea-bambini, offrendo pretesto per piacevoli scherzi".
Ebbe così inizio un periodo piuttosto avventuroso della sua vita e, dopo aver ancora seguito il padre in Friuli, Slovenia e Tirolo, riprese gli studi presso l'Università di Modena ma fallì a causa di una crisi depressiva.
Nel 1729 si trasferì a Feltre per svolgere l'attività di coadiutore della Cancelleria criminale. In questo periodo soggiornò presso Villa Bonsembiante a Colvago di Santa Giustina, dove, in forma ancora dilettantesca, scrisse per il carnevale del 1730 due intermezzi comici – Il buon padre (poi intitolato Il buon vecchio), che andrà perduto, e La cantatrice – con cui debuttò al Teatro de la Sena di Feltre. La passione per il teatro caratterizzava già la sua inquieta esistenza. Con l'improvvisa morte del padre nel 1731 si dovette prendere carico della famiglia: tornato a Venezia, completò gli studi a Padova e intraprese la carriera forense.

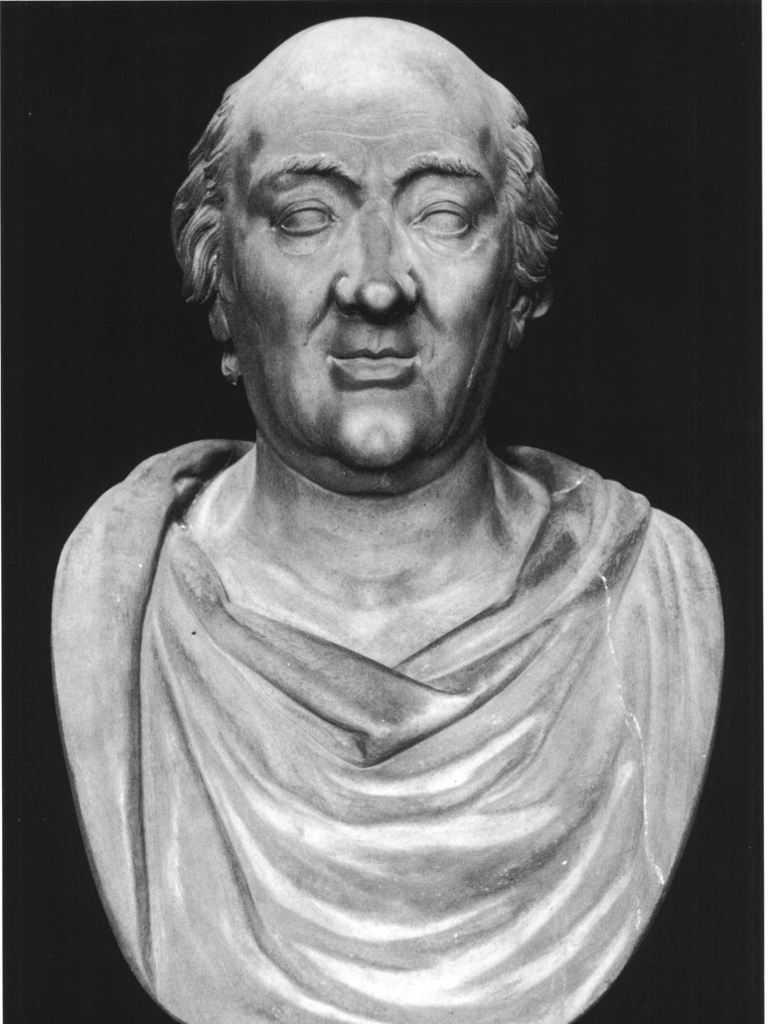
Busto di Carlo Goldoni, opera di Angelo Giordani precedente al 1847

Nel 1734 incontra a Verona il capocomico Giuseppe Imer e con lui torna a Venezia dopo aver ottenuto l'incarico di scrivere testi per il teatro San Samuele, di proprietà Grimani. Nascono così le prime tragicommedie scritte dal neo-avvocato per questa compagnia a partire da Belisario del 1734, Don Giovanni Tenorio del 1735 fino a Giustino del 1738. In questo periodo intreccia una burrascosa relazione con l'attrice Passalacqua. Successivamente, seguendo a Genova la compagnia Imer, conosce e sposa Nicoletta Connio. Con lei Goldoni torna a Venezia.
Nel 1738 Goldoni presenta al teatro San Samuele la sua prima vera commedia, il Momolo cortesan, con la sola parte del protagonista interamente scritta. A Venezia, dopo la stesura della sua prima commedia con tutte le parti interamente scritte, La donna di garbo (1742-43), è costretto a fuggire a causa dei debiti.
Continua a lavorare nel teatro durante la guerra di successione austriaca curando gli spettacoli di Rimini occupata dagli austriaci; poi soggiorna in Toscana a Pisa (1744-1748), praticando principalmente l'attività di avvocato, ma non abbandona i contatti con il mondo teatrale e a Livorno sceglie definitivamente di seguire l'attività di commediografo, convinto dal capocomico Girolamo Medebach col quale sottoscrive un contratto come scrittore per la sua compagnia che recita a Venezia al teatro Sant'Angelo. Nel 1748 tornato a Venezia continua a scrivere per la compagnia fino al 1753 una serie di commedie, in cui, distaccandosi dai modelli della commedia dell'arte, realizza i principi di una "riforma" del teatro. A questo periodo appartengono L'uomo prudente, La vedova scaltra, La putta onorata, Il cavaliere e la dama, La buona moglie, La famiglia dell'antiquario e L'erede fortunata: qui, tranne nell'ultima, emergono le polemiche sulla novità del teatro goldoniano e la rivalità con l'abate Pietro Chiari.
Nel 1750 realizza inoltre le famose sedici commedie in un solo anno (frutto di una scommessa con il suo pubblico e con Medebach): Il teatro comico (primo importante esempio di teatro nel teatro, che si può considerare il manifesto della sua riforma teatrale), Le femmine puntigliose, La bottega del caffè, Il bugiardo, L'adulatore, Il poeta fanatico, La Pamela (tratta dal romanzo di Samuel Richardson), Il cavaliere di buon gusto, Il giuocatore, Il vero amico, La finta ammalata, La dama prudente, L'incognita, L'avventuriere onorato, La donna volubile e I pettegolezzi delle donne.
L'attività per il Medebach continua poi con Il Molière, L'amante militare, Il feudatario, La serva amorosa, fino a La locandiera e a Le donne curiose (in difesa della massoneria).
Dopo aver rotto con il Medebach, Goldoni assume un nuovo impegno nel 1753, questa volta con il teatro San Luca, di proprietà Vendramin. Comincia quindi un periodo travagliato in cui Goldoni scrive varie tragicommedie e commedie. Deve adattare i propri testi innanzitutto per un edificio teatrale e un palcoscenico più grandi di quelli a cui era abituato, e per attori che non conoscono il suo stile, lontano dai modelli della commedia dell'arte: fra le tragicommedie ha un gran successo la Trilogia persiana; tra le commedie si possono ricordare La cameriera brillante, Il filosofo inglese, Terenzio, Torquato Tasso ed il capolavoro Il campiello.

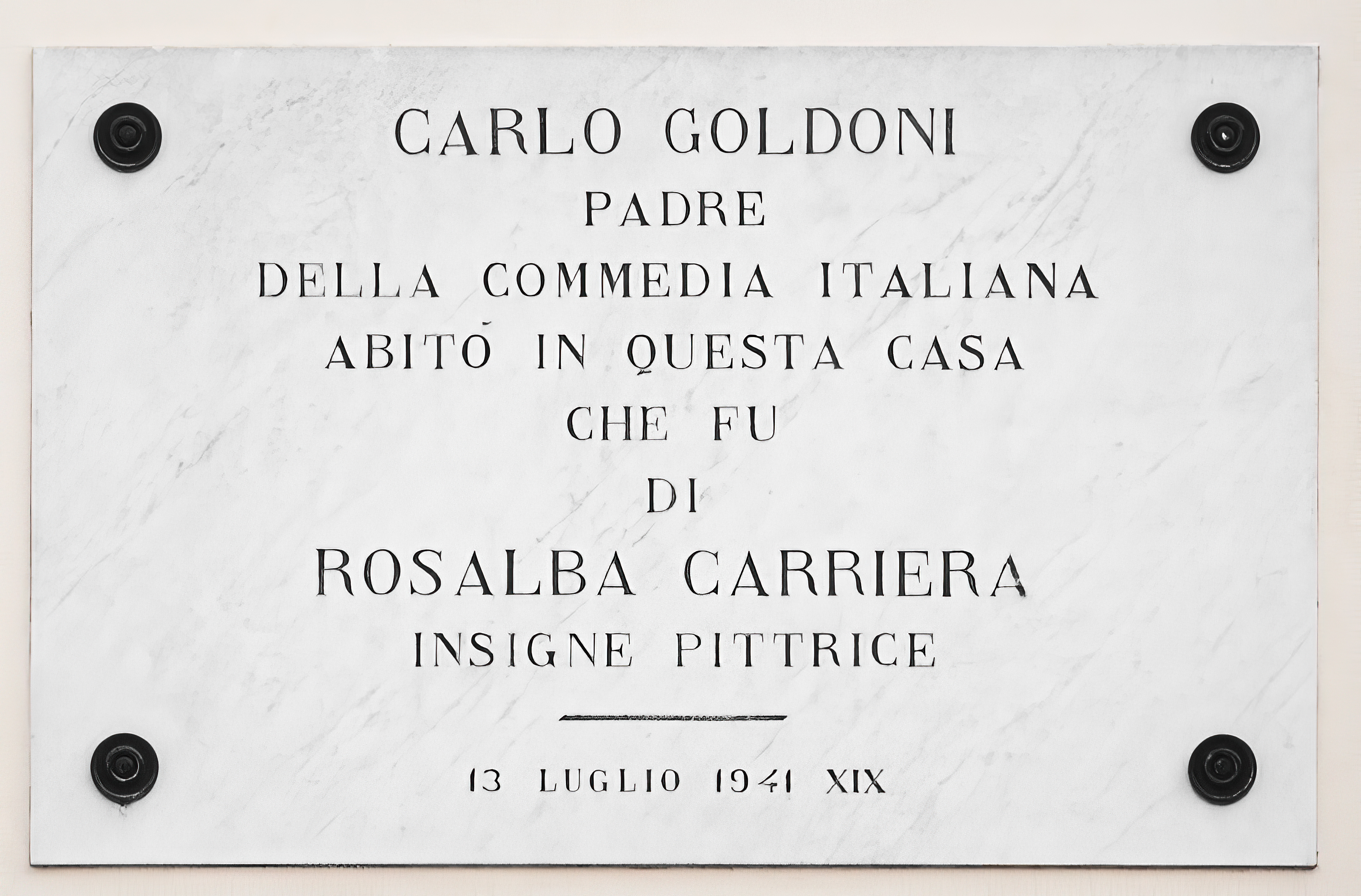
Una targa su Palazzo Poli, a Chioggia, ricorda il periodo in cui lo scrittore abitò nella città lagunare nella quale ambientò Le baruffe chiozzotte

Ha grandi risultati artistici con Gl'innamorati, commedia in italiano e in prosa, con I rusteghi, in veneziano e in prosa e con La casa nova e La buona madre. Nel 1761 Goldoni è invitato a recarsi a Parigi per occuparsi della Comédie Italienne. Vitale è l'ultima stagione per il Teatro San Luca, prima della partenza, dove produsse La trilogia della villeggiatura, Sior Todero brontolon, Le baruffe chiozzotte e Una delle ultime sere di carnovale.
Giunto a Parigi nel 1762, Goldoni aderì subito alla politica francese, dovendo anche affrontare varie difficoltà a causa dello scarso spazio concesso alla Commedia Italiana e per le richieste del pubblico francese, che identificava il teatro italiano con quella commedia dell'arte da cui Goldoni si era tanto allontanato.
Goldoni riprese una battaglia di riforma: la sua produzione presentava testi destinati alle scene parigine e a quelle veneziane.
Goldoni fu chiamato ad insegnare l'italiano alla figlia del re di Francia Luigi XV e in seguito alle sorelle del futuro Luigi XVI a Versailles e nel 1769 ebbe una pensione di corte. Tra il 1771 e il '72 scrive due opere - Le bourru bienfaisant e L'avare fastueux. Tra il 1784 e il 1787 scrisse in francese la sua autobiografia, Mémoires. La rivoluzione francese sconvolse la sua vita e, con la soppressione delle pensioni che gli erano state concesse dal re, morì nella miseria il 6 febbraio 1793, 19 giorni prima di compiere 86 anni.
Le sue ossa sono andate disperse.
Il giorno dopo la sua morte, su proposta di Giuseppe Maria Chénier, il fratello di André Chénier, la Convenzione decretava che la pensione gli fosse restituita e che di conseguenza andasse all'amatissima moglie Maria Nicoletta Connio, rimasta vedova.
Goldoni fu iniziato al massimo grado della Massoneria, secondo Giordano Gamberini, che cita lo storico Carlo Francovich. Tale informazione viene ripresa anche dal veneziano Luigi Danesin, ex Gran Maestro della Gran Loggia d'Italia degli Alam.

## La riforma teatrale

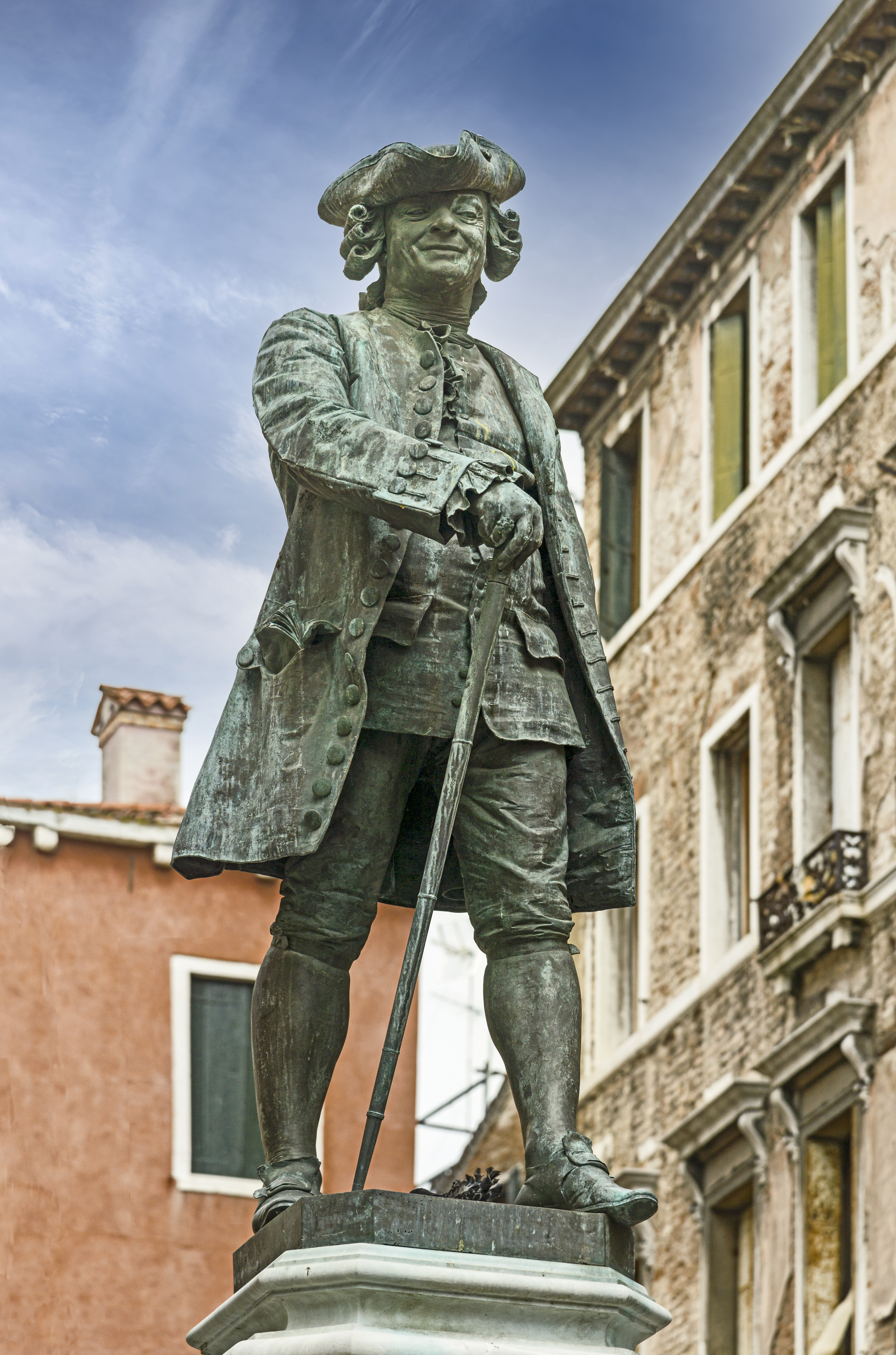
Monumento a Carlo Goldoni in Campo S. Bartolomeo a Venezia

I testi goldoniani sono sempre legati a precise occasioni teatrali e tengono conto delle esigenze degli attori, delle compagnie, degli stessi edifici teatrali cui è destinata la loro prima rappresentazione. Il passaggio alla stampa modificava spesso i testi: l'autore si rivolgeva, con le edizioni a stampa, a un pubblico più vasto ed esigente rispetto a quello che frequentava i teatri.
L'intera opera goldoniana si offre come un'ininterrotta serie di situazioni, si svolge attraverso un "quotidiano parlare", a una attenta rappresentazione del reale, volta a riportare nel teatro proprio quella realtà che il fenomeno della commedia dell'arte, attraverso la propria degenerazione, aveva allontanato; il linguaggio dei personaggi, intriso di dati concreti, si risolve tutto nei loro incontri mostrandosi indifferente alle tradizionali prospettive letterarie e formali.
Passando continuamente dall'italiano al veneziano e viceversa, Goldoni dà spazio a diversi usi sociali del linguaggio, in base alle varie situazioni in cui vengono a trovarsi i personaggi delle sue opere. Il suo italiano, influenzato dal veneziano e caratterizzato da elementi settentrionali, è quello del mondo borghese, lontano dalla purezza della tradizione classicistica toscana.
Il dialetto veneziano non è per Goldoni uno strumento di gioco, ma un linguaggio concreto e autonomo, diversificato dagli strati sociali dei personaggi che lo utilizzano.

### Periodizzazione
La prima fase dell'opera goldoniana arriva fino al 1748, quando accettò in maniera definitiva la professione teatrale: comincia a sperimentare e confrontarsi con la commedia dell'arte. Goldoni, analizzando il ruolo del genere comico, rivendica l'onore e la dignità dei comici e critica la banalità delle convenzioni della commedia dell'arte. L'elemento principale della riforma è il richiamo alla natura, che si confronta continuamente con la realtà quotidiana.
La prefazione all'edizione "Asgarra Bettinelli" indica i libri essenziali della formazione goldoniana: quello del "mondo", che gli ha mostrato gli aspetti naturali degli uomini, e quello del "teatro", che gli ha insegnato la tecnica della scena e del comico.
Con la quarta fase, si presenta un'armonia e contraddittorietà tra "mondo" e "teatro".
L'ultima fase, costituita dall'esperienza francese, nasce tra parecchie difficoltà: non si ha più riscontro del mondo veneziano, che è stato l'ispirazione di Goldoni.
La sensibilità teatrale di Goldoni lo porta lontano dai principi della riforma. In alcune sue commedie vi sono parecchi riferimenti alla commedia dell'arte: la permanenza delle maschere e caricature e deformazioni di comicità. Altre tracce si possono ritrovare in certi intrecci e nella distribuzione delle scene.
Goldoni scrisse anche libretti melodrammatici, quindici intermezzi e cinquanta drammi giocosi: tra questi L'Arcadia in Brenta, Il mondo della luna, La buona figliuola, musicata da Niccolò Piccinni.

### Classi sociali

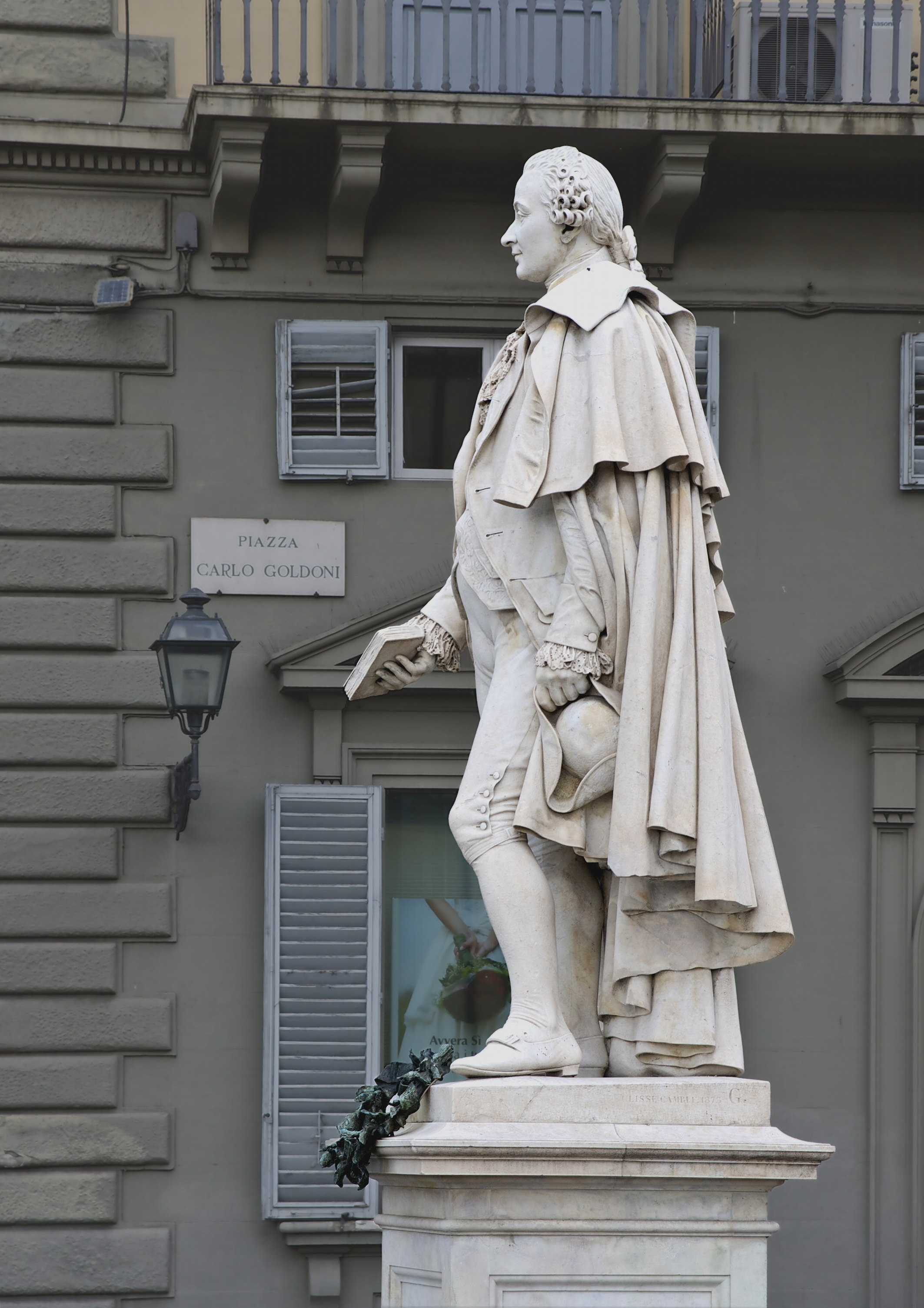
Carlo Goldoni, opera di Ulisse Cambi, Firenze

Egli fu conosciuto per il suo illuminismo popolare, che critica ogni forma di ipocrisia dando importanza alla classe sociale dei piccoli borghesi. Goldoni aspira a un pacifico mondo razionale (ottimismo di matrice razionalistico-illuminista), accettando le gerarchie sociali, distinguendo i diversi ruoli della nobiltà, della borghesia e del popolo. Conscio dei conflitti che possono sorgere tra le varie classi, dando spazio nel suo teatro al conflitto tra nobiltà e borghesia, secondo Goldoni, un uomo si può affermare indipendentemente dalla classe cui appartiene, attraverso l'onore e la reputazione di fronte all'opinione pubblica.
Ogni individuo se onorato accetta il proprio posto nella scala sociale e rimane fedele ai valori della tradizione mercantile veneziana: onestà, laboriosità, ecc.
Goldoni offre l'immagine di una trionfante affermazione della missione teatrale, di un sicuro proposito di riforma sostenuto da una spontanea gaiezza. La sua figura appare come un'immagine che rappresenta cordialità, disposizione al sorriso e alla gioia, disponibilità umana.
Dietro quest'immagine gaia, vi è un'inquietudine, scaturita dall'estraneità dell'io narrante rispetto alle vicende, che si trasforma in un continuo interrogarsi su se stesso e sul mondo, in una forma di inquieta ipocondria.
Per tutta la sua vita, Goldoni è alla ricerca di legittimazione di se stesso, del proprio fare teatro: ciò converge con il suo rifiuto di una tranquilla professione borghese. Non essendo nato all'interno dell'ambiente teatrale e venendo da un contesto diverso, non riesce ad accettare il teatro così com'è, ma cerca di riformarlo, cercando di fondare un nuovo teatro onorato.
Nel libro del Mondo, Goldoni rivolge la propria attenzione sia ai vizi, che il suo teatro vuole colpire e correggere, sia a qualità e virtù, da mettere in risalto. Ogni opera di Goldoni contiene una sua morale, sottolineando nelle premesse il ruolo pedagogico dei caratteri. Il teatro attinge dal mondo riferimenti, spunti, allusioni e richiami alla vita quotidiana.
L'opera goldoniana racchiude tutta la vita della Venezia e dell'Italia contemporanea, assumendo così la qualità di un modernissimo realismo.
I borghesi assumono il ruolo centrale tra le varie classi sociali sulle scene goldoniane: nelle prime opere sono positivi, a partire dalla figura di Momolo, "uomo di mondo". La maschera di Pantalone diventa immagine delle buone qualità del mercante veneziano. I nobili appaiono senza valori. I servi, conservando la schematicità della commedia dell'arte, si segnalano per la gratuita intelligenza; commedia esemplare in tal senso è La famiglia dell'antiquario.
La vecchia aristocrazia è messa in ridicolo per la sua arroganza: ad esempio il conte Anselmo ne La famiglia dell'antiquario, il conte di Albafiorita e il Cavaliere di Ripafratta ne La locandiera. La borghesia è colta nei suoi aspetti positivi (intelligenza, intraprendenza), ma anche negativi (avidità, opportunismo). Il popolo minuto (comari, pettegole, gondolieri, pescatori) è rappresentato nella sua rozzezza ma, nel contempo, nel suo istintivo buon senso, nell'operosità e nelle virtù familiari.

### Il teatro e il mondo

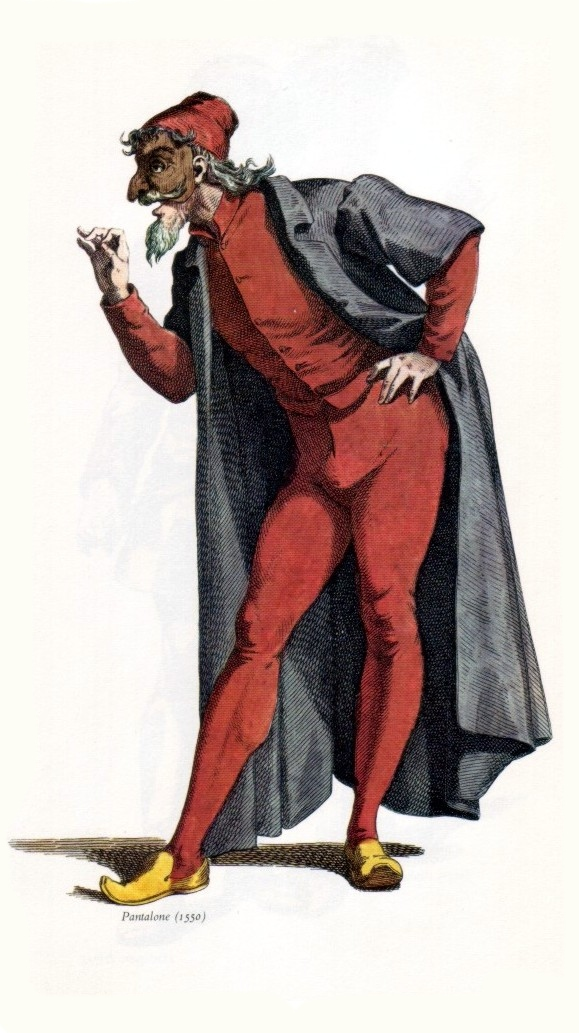
Pantalone

Goldoni deve la sua fama, oltre che alle diverse opere che scrisse, alla riforma del teatro. Prima della riforma "goldoniana" esisteva un altro tipo di teatro: la commedia all'improvviso, nella quale gli attori non avevano un testo scritto da studiare e da seguire durante le rappresentazioni bensì solo una traccia
generale da seguire, detta canovaccio.
Goldoni fu il primo in Italia a volere un testo interamente scritto per ogni attore. Nel 1738 compose un'opera di cui scrisse per intero la parte del protagonista (Il Momolo Cortesan) e, nel 1743 mise in scena la prima opera teatrale con un testo interamente scritto (La donna di garbo).
Negli ultimi anni veneziani, le commedie cominciano ad andare in crisi. Ecco che le figure dei servi assumono un nuovo spazio, muovendo critiche alla ragione borghese dei padroni. Il mondo popolare goldoniano, pieno di purezza e vitalità – qualità assenti in quello borghese –, si regge sugli stessi valori di quest'ultimo, ancora incontaminati.
Per Goldoni, una componente essenziale del mondo è l'amore. Questo sentimento presente nei giovani sulle scene è subordinato a regole sociali e familiari, sottostante alla reputazione e all'onore. La reticenza di Goldoni sulle sue avventure amorose raccontate nei Mémoires è presente anche nelle sue commedie.
Per Goldoni il teatro ha una forte valenza istituzionale, è una struttura produttiva, retta da principi economici simili a quelli che regolano la vita del mondo. Va ricordato che egli fu uno scrittore che viveva, si manteneva con i profitti del suo lavoro, cosa che gli creò non pochi problemi con la società intellettuale del tempo, che lo accusò di ridurre a merce l'attività letteraria (ne è un esempio la fortissima polemica mossagli dal conte Carlo Gozzi). Questa forza porta la commedia goldoniana al di là della naturale rappresentazione della vita contemporanea.
Goldoni ha una visione critica del mondo, in quanto turba l'equilibrio dei valori della vita delle classi sociali rappresentate. Tale visione va oltre le intenzioni dell'autore e il modello della sua riforma.
Nelle scene goldoniane si ha la sensazione di un'insanabile irrequietezza, che si sospende con il lieto fine tradizionale, sancito dai soliti matrimoni. I rapporti di questo mondo sono soltanto esteriori, sorretti dal principio della reputazione. Così Goldoni anticipa alcune forme del dramma borghese ottocentesco.
Il segreto del comico goldoniano consiste nel singolare piacere del vuoto dello scambio sociale, dell'estraneità tra i personaggi dialoganti e della crudeltà di vita di relazione.
La riforma di Goldoni è il risultato di un'attenta osservazione delle tecniche dei commediografi del suo tempo, verso il progressivo distacco dalla commedia dell'arte che dominava da quasi due secoli.
Alla necessità di riformare la commedia molti avevano risposto con vari espedienti quali la traduzione in italiano di commedie spagnole o francesi. Spesso, però, come sottolinea Goldoni nella prefazione alla prima raccolta delle sue commedie, il prodotto finale si discostava dai “gusti delle Nazioni” in quanto, provenendo da un contesto estraneo, non teneva conto dei costumi e dei linguaggi dei destinatari. “Mercenari comici” per ovviare a tale difetto si impegnarono nell'alterare il recitato tramite improvvisazioni mirate a sfigurare le commedie d'origine, in modo che “più non si conobbero per Opere di que' celebri Poeti”. Nel popolo, però, regnava il malcontento.
Gli scrittori barocchi e soprattutto i marinisti, così, avevano tentato di introdurre innovazioni quali “macchine”, “trasformazioni”, “decorazioni”, musica, canto, danza, pantomima, acrobazia, e persino gioco di prestigio. L'inserimento di intermezzi musicali era sembrato inizialmente una soluzione efficace, lo stesso Goldoni ne aveva fatto uso in La pupilla, La birba, Il filosofo inglese, L'ipocondriaco, La bottega del caffè, L'amante cabala, La contessina, Il barcaiuolo, ma “non tardò l'Uditorio a sentire quanto poca relazione colla Commedia abbia la Musica”.
È proprio confrontando le soluzioni dei vari commediografi che Goldoni riesce a cogliere che il successo di una rappresentazione risiedeva in “alcuni gravi ragionamenti e istruttivi, alcun dilicato scherzo, un accidente ben collocato, una qualche viva pennellata, alcun osservabil carattere, una dilicata critica di qualche moderno correggibil costume”, ma soprattutto ciò che più allettava il pubblico era il ricorso al semplice e al naturale.
Come egli stesso ricorda, queste intuizioni non significarono immediatamente il successo delle sue opere: “Quando si studia sul libro della Natura e del Mondo, e su quello della sperienza, non si può per verità divenire Maestro tutto d'un colpo; ma egli è ben certo che non vi si diviene giammai, se non si studiano codesti libri”. Il successo della sua riforma teatrale è indiscutibilmente, infatti, legato alla gradualità nell'introduzione del rinnovamento.
“Sebben non ho trascurata la lettura de' più venerabili e celebri Autori, da' quali, come da ottimi Maestri, non possono trarsi che utilissimi documenti ed esempli: contuttociò i due libri su' quali ho più meditato, e di cui non mi pentirò mai di essermi servito, furono il Mondo e il Teatro”.
Inizialmente Goldoni colse naturalmente le peculiarità dei vari individui, analizzando allo stesso tempo “i segni, la forza, gli effetti di tutte le umane passioni”; gli si presentano, così, avvenimenti curiosi e situazioni che sottolineano i vizi e i difetti di ognuno. Come egli stesso evidenzia, si trattava di acquisire la consapevolezza di quel materiale degno della “disapprovazione o della derisione de' Saggi”. Osservare il reale allora consentiva anche di apprendere dai virtuosi quali fossero i mezzi con i quali la virtù resisteva alla corruzione dei costumi, sottolineando così l'importanza di un teatro a fine pedagogico, che rappresentasse un mondo di valori positivi, ai quali il pubblico potesse ispirarsi attraverso la rappresentazione delle sue commedie (uno dei cardini fondamentali della sua riforma).
Dall'analisi del secondo, invece, comprende come rappresentare sulla scena i caratteri, le passioni e gli avvenimenti che il libro del Mondo gli mostrava. Apprende quindi le tecniche per ombreggiare o dare rilievo alle diverse situazioni, destando la meraviglia o il riso. Il connubio naturalezza e buon garbo risultavano la formula vincente per generare nel cuore dello spettatore “quel tal dilettevole solletico” che nasce dall'aver riconosciuto come propri i comportamenti descritti, senza offendere. Il Teatro, inoltre, in particolare tramite la messa in scena delle sue commedie, gli consente di conoscere il gusto del pubblico e dunque di regolare il proprio su quello di coloro che deve soddisfare. Nonostante le critiche che possono essere da tale atteggiamento generate, egli ricorda che “convien lasciar padrone il Popolo egualmente che delle mode del vestire e de' linguaggi”. Da qui il suo importante studio anche degli attori che poi dovevano dar vita ai personaggi delle sue commedie, il tener conto del loro carattere, natura e inclinazioni, fino a scrivere addirittura delle parti conseguenti a chi poi le avrebbe rappresentate, apporto fondamentale nel progetto di portare il "Mondo" nel "Teatro", e garanzia di successo attraverso l'approvazione di un pubblico che si dimostrava sensibile alla rappresentazione della vita reale.
“La natura è una universale e sicura maestra a chi l'osserva”. Proprio perché la commedia è frutto di osservazione e analisi l'improvvisazione, corredata dal semplice “canovaccio”, è sostituita da un dettagliato copione.
Goldoni, così, animato dall'amor di verità, abbandona la scrupolosa unità del luogo o quelle che definisce “stiticità”, come l'imposizione di impedire che più di quattro personaggi parlino in una medesima scena. Inevitabile è il ripudio della commedia dell'arte e dell'imitazione degli antichi. Ne consegue il rifiuto di personaggi fissi stereotipati e di intrecci quasi obbligati. Scomparse le maschere, nacquero i caratteri e gli eventi ispirati alla vita semplice e modesta, borghese o popolana.
Il linguaggio stesso è ora teso a soddisfare la materia trattata e il suo contesto, è dunque non più barocco, ma quotidiano, parlato e dialettale.
Solo uno stile semplice, naturale, non accademico od elevato può consentire ai sentimenti di esser veri, naturali, non ricercati e alla portata di tutti. “Questa è la grand'Arte del Comico Poeta, di attaccarsi in tutto alla Natura, e non iscostarsene giammai”.
Innovare significa, però, scontrarsi con la tradizione, perciò Goldoni fu oggetto di numerose critiche, provenienti in particolare dagli accademici e conservatori del suo tempo. A questi che lo definivano plebeo, volgare, triviale Goldoni risponde che “Coloro che amano tutto all'antica, e odiano le novità, assolutamente parmi che si potrebbono paragonare a que' Medici, che non volessero nelle febbri periodiche far uso della chinchina per questa sola ragione, che Ippocrate o Galeno non l'hanno adoperata”.
Le stesse critiche sono per il commediografo una vittoria, il realizzarsi di un suo intento: “se quelli che o due o tre anni fa sofferivano sul Teatro improprietà, inezie, Arlicchinate da mover nausea agli stomachi più grossolani, son divenuti al presente così dilicati, che ogn'ombra d'inverisimile, ogni picciolo neo, ogni frase o parola men che toscana li turba e travaglia, io posso senza arroganza attribuirmi il merito d'aver il primo loro ispirata una tal dilicatezza col mezzo di quelle stesse Commedie che alcuni di essi indiscretamente, ingratamente, e fors'anche talvolta senza ragione si sono messi, o si metteranno a lacerare”.

## Opere

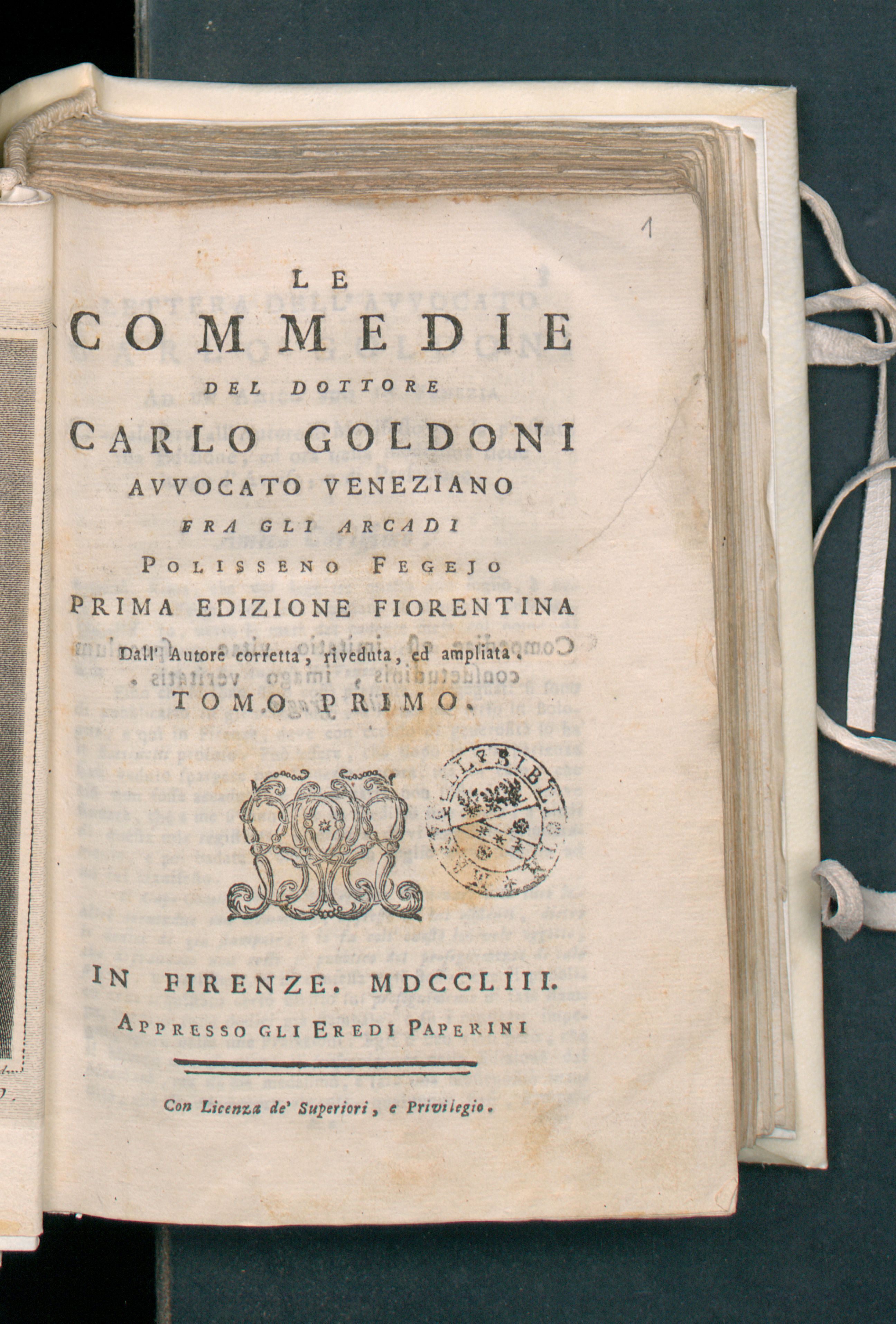
Commedie del dottore Carlo Goldoni, 1753

### Le tragicommedie
Nel 1734 inizia la vera carriera teatrale di Carlo Goldoni; come lui stesso ha testimoniato, non poteva entrare nello spettacolo come guitto anche per il rispetto delle "sue vestimenta". Fu per questo motivo che iniziò con un genere ibrido, molto apprezzato nel Settecento, ovvero la tragicommedia.
Proprio grazie all'incontro con la Compagnia di Imer Goldoni poté accedere al vasto repertorio delle tragicommedie dell'arte messe in scena dalla compagnia, che in genere mettevano in burla storie tragiche d'ambito antico o pastorale attraverso i lazzi degli zanni. Il giovane Goldoni, giunto al teatro con idee rivoluzionarie, non poteva tollerare che quest'insieme di lazzi slegati dalla trama, che servivano soltanto a mettere in luce i vari talenti degli attori, desse un effetto così disorganico alla storia rappresentata fin quasi a farla sparire.
Goldoni iniziò un ampio lavoro di ripulitura con la sua prima tragicommedia Belisario che fu un vero e proprio trionfo scenico, con ben 40 rappresentazioni continuative soltanto nel carnevale del 1734: mai nessun'altra opera di Goldoni avrà un successo così unanime. Dopo il Belisario, Goldoni mise in scena altre tragicommedie riformate come Don Giovanni Tenorio, Rinaldo di Mont'Albano, Giustino e varie altre prima di iniziare la sua carriera di commediografo.
Ma la sua inclinazione alla tragicommedia dopo il periodo della commedia riformata si fece di nuovo impellente: nacquero così sia tragicommedie romanzesche come la Trilogia persiana, scritta anche per rispondere agli attacchi dell'Abate Chiari, sia tragicommedie di stampo pre-illuminista, come La peruviana e La bella selvaggia.

### Le prime tre commedie

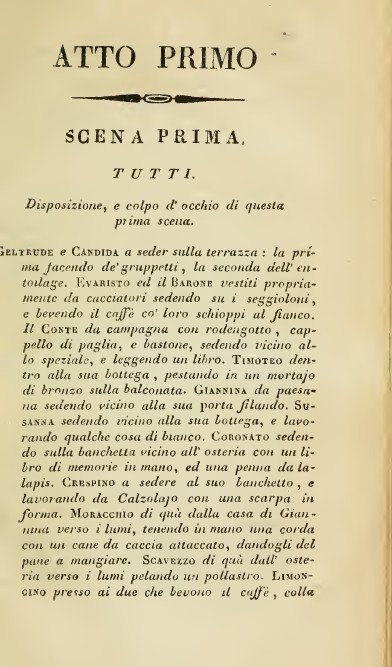
Incipit della raccolta di commedie

Nel 1738 Goldoni scrisse le sue prime commedie, Momolo cortesan, Il Momolo sulla Brenta e Il mercante fallito. Ristampate in seguito rispettivamente con i titoli L'uomo di mondo, Il prodigo, La bancarotta, tali commedie costituiscono un concreto tentativo di regolamentazione della commedia. Le prime tre commedie contenevano parti recitate "a soggetto", ma con limitazioni sempre più forti e parti scritte, nel tentativo di educare sia gli attori professionisti, sia il pubblico generico a una commedia di carattere e di costume regolamentata nella sua forma. Tali commedie, in un secondo tempo, furono riscritte per intero.
La donna di garbo, del 1743, è la prima commedia scritta in ogni sua parte e con veri caratteri. Nonostante il successo della nuova commedia, Goldoni, nel 1745, con Il servitore di due padroni, tornò al compromesso tra parti scritte e a soggetto ed alle maschere della commedia dell'arte, pur mantenendo l'apertura sulla realtà. Anche nella redazione completamente scritta del Servitore di due padroni (1753) Goldoni conserva l'essenzialità della forma originale che sfrutta l'azione mimica e scenica, traducendola in un dialogo rapidissimo in cui le parole indicano il movimento, recuperando il meglio della commedia dell'arte per riproporlo nella commedia scritta organica nel suo ritmo di scena e nello studio sociale e personale dei caratteri dei personaggi.

#### La famiglia dell'antiquario
L'equilibrio è raggiunto ne La famiglia dell'antiquario (1749) in cui la situazione è ben determinata e ricca di riferimenti alla vita contemporanea (urto fra generazioni, tensione fra suocera e nuora di differente estrazione sociale: la giovane, figlia di un ricco mercante, pretenziosa e vendicativa, e la matura dama orgogliosa e sprezzante. La linea secondaria è giocata sulle figure dello sciocco antiquario e del suo servo truffatore).
Tra il 1749 e il 1750, Goldoni precisò la propria poetica e difese la propria consapevole opera di riforma.

### Il teatro comicoe le "sedici commedie nuove"
Il teatro comico fu la prima delle sedici nuove commedie promesse all'impresario Girolamo Medebach per il 1750. Ne Il bugiardo e ne La bottega del caffè il personaggio centrale è messo in evidenza dalla coralità dei personaggi minori che ne sottolineano la caratterizzazione. Le altre commedie del 1750 sono invece più ripetitive, farsesche o improntate a ricordi autobiografici.

#### La bottega del caffè
La bottega del caffè delinea il ritratto di una piazzetta veneziana, animata dalla presenza di una bottega di caffè e di altri locali che permettono ai personaggi un vivace gioco di entrate e di uscite. Questo movimento assume un significato opposto per i due personaggi principali: il caffettiere Ridolfo, uomo onorato, e il nobile spiantato don Marzio. La vicenda si conclude con la vittoria del bene e l'espulsione di don Marzio dalla scena.

#### La locandiera
Il capolavoro degli anni fra il 1750 e il 1753, e forse la sua opera più famosa, è La locandiera. Mirandolina, locandiera fiorentina, esuberante, complessa, affascinante, sempre lucida e capace di autocontrollo, domina la commedia superando ogni ostacolo per fare a proprio modo, badare ai propri affari di locandiera, assicurandosi tranquillità, agi, e mirando a un costante equilibrio tra reputazione, interesse e libertà, senza andare in sposa ai tanti uomini rimasti da lei affascinati. Gli altri personaggi, più semplici, ma ben individuati, fanno risaltare la figura della protagonista. La locandiera chiude una fase dell'arte goldoniana.

#### La finta ammalata
Ne La finta ammalata, il personaggio di Rosaura ripropone l'immagine della donna pronta a finzioni di ogni sorta pur di concentrare l'attenzione su di sé. In questo caso l'ironia goldoniana diviene satira e si rivolge contro la medicina.

### Le tragedie romanzesche
In concorrenza con Pietro Chiari, Goldoni produsse alcune tragedie romanzesche in versi di tipo letterario e accademico, anche se i risultati più felici del periodo sono sicuramente le commedie, soprattutto Il campiello (in settenari più endecasillabi) del 1755, forse pittoresca e dispersiva, ma denotata da realismo borghese.

#### Il campiello
Il campiello è una commedia corale che narra i diversi momenti della vita quotidiana del popolo in una piazza veneziana.

#### Gl'innamorati
Con Gl'innamorati del 1759, si apre un nuovo periodo in cui Goldoni approfondisce le sfumature psicologiche che ruotano intorno all'inquietudine d'amore che turba l'idillio smorzando la linea apertamente comica. La gelosia tra Eugenia e Fulgenzio (i due giovani protagonisti) è il motore dell'opera. Ricca di situazioni comiche tipiche della commedia dell'arte il testo non risparmia critiche alla società, mettendone in risalto la mediocrità e le ipocrisie, attraverso la caratterizzazione degli altri personaggi.

### LaTrilogia della villeggiaturae i temi dominanti
Il tema dell'inquietudine, dell'amore, della gelosia è ampliato da Carlo Goldoni nella Trilogia della villeggiatura (Le smanie per la villeggiatura, Le avventure della villeggiatura, Il ritorno dalla villeggiatura), assai impegnativa per impianto, azione e temi. Nella trilogia l'amore rischia di travolgere l'onore e le norme morali. Goldoni rappresenta un nucleo familiare messo in pericolo dalla passione amorosa e dalla dissipazione economica, causata dal fatuo desiderio di ben figurare in società, a cui oppone una saggezza concreta e la consapevolezza dei propri limiti economici e della propria condizione sociale, in una complessa struttura di situazioni, comportamenti, caratteri, ambienti, rappresentando così l'evoluzione del sentimento amoroso, in un crescendo passionale, riportando poi la situazione nei limiti del buon senso.

### Le commedie di ambientazione veneziana
Tra il 1760 e il 1762, Goldoni scrisse alcune commedie di ambientazione veneziana che costituiscono dei veri capolavori: I rusteghi (1760), La casa nova (1760), Sior Todero brontolon (1762), Le baruffe chiozzotte (1762), e Una delle ultime sere di carnovale (1762). In tali commedie, l'esperienza artistica di Goldoni è ormai matura nel rappresentare, con misura e acume, lo scontro tra generazioni e tra caratteri e la ricerca di un ordine improntato ad una ragionevole moralità. In queste grandi commedie di carattere e di ambiente la realtà si concretizza, i caratteri si precisano.

#### I rusteghi
I rusteghi è una commedia in lingua veneta. Fu rappresentata per la prima volta a Venezia al teatro San Luca verso la fine del carnevale del 1760 e pubblicata nello stesso anno. Rappresenta il piccolo e sereno mondo borghese composto da quattro vecchi rustici, ostili al presente e legati agli antichi valori del mondo mercantile. In contrapposizione, un gruppo di donne e di giovani che sentono il richiamo del presente, della gioia di vivere e della felicità, rappresentato dal carnevale. Tutto è giocato sul conflitto generazionale, che vede il trionfo dei giovani.

#### La casa nova
La casa nova è una commedia perfettamente equilibrata ed elegante, in cui emerge la profonda simpatia di Goldoni per i personaggi comuni e antieroici. Anzoletto, giovane borghese preda di una forte crisi economica, ha una sorella, Meneghina, e una moglie, Cecilia, che si scontrano violentemente; tutta la scena è giocata sui due piani di un palazzo, nel quale convivono due abitazioni borghesi.

#### Le baruffe chiozzotte
In Le baruffe chiozzotte Goldoni presenta la vita dei pescatori di Chioggia, i loro amori, i loro problemi quotidiani, i loro scontri e le loro tenerezze; l'esatta imitazione della natura si regge qui sull'uso dello stesso dialetto di Chioggia e si anima di un'intensa nostalgia: segna il trionfo del popolo minuto, delle sue tradizioni, del suo linguaggio fatto di battute brevi e semplici, solo apparentemente casuali, nel giro arioso di pettegolezzi che si addensano in tempesta fino al prorompere della baruffa fra le donne.

### Il ritorno forzato alla recitazione a soggetto
A Parigi Carlo Goldoni fu costretto, dall'identificazione francese della commedia italiana con la farsa e l'intreccio puro, a tornare alla recitazione a soggetto e a ripercorrere il processo di rinnovamento già attuato in Italia, tornando al compromesso tra parti scritte e a soggetto, ripresa delle maschere e forte gioco d'intreccio con effetti grotteschi e facili caricature, equivoci, sorprese.

### Il ventaglio
In tale ambito nacque Il ventaglio, opera di singolare finezza compositiva, che nel 1764 fu totalmente scritta in italiano e inviata a Venezia per essere rappresentata. Nella commedia l'azione si materializza nel ventaglio che passa di mano in mano e si risolve nel fragile fuoco d'artificio di brevissime battute. La commedia veneziana, scritta a Parigi, segna l'abbandono da parte di Goldoni del teatro dei comici italiani in Francia, fuor che per un breve periodo, verso il 1778, quando gli furono commissionati alcuni lavori per la Comédie Italienne rimasti inediti.

### Due commedie in francese
Solo nel 1771 e nel 1772, Goldoni tornò al teatro, con due commedie in francese: Le bourru bienfaisant e L'avare fastueux, dignitose ma grigie; mentre del tutto infruttuoso risulterà qualche anno dopo il tentativo di risollevare le sorti della declinante Comèdie-Italienne, come egli stesso racconta nei Memoires. In quell'occasione, su richiesta degli attori, Goldoni compose “tre commedie lunghe e altrettante brevi” a soggetto, alcune delle quali erano certamente destinate al Camerani e al celebre Bertinazzi. I titoli cui la critica fa riferimento sono La guerra dei bergamaschi, I mercanti, Tal serva tal padrona, Arlecchino elettrizzato, Scapino geloso e I nastri color rosa. Nessuna di queste opere fu rappresentata a causa del decreto di soppressione delle recite italiane che entrò in vigore nel 1779.

### I libretti
La città e l'anno si riferiscono alla prima rappresentazione.
Libretti per opere serie:
1. Amalasunta (composto nel 1732 e successivamente bruciato dall'autore)
2. Gustavo primo re di Svezia (musicato da Baldassare Galuppi, 25 maggio 1740, Venezia)
3. Oronte, re de' Sciti (musicato da Baldassare Galuppi, 26 dicembre 1740, Venezia)
4. Statira (musicata da Pietro Chiarini, 1741)

Libretti per opere giocose:
1. La contessina (revisione di Marco Coltellini, musicato da Florian Leopold Gassmann e Filippo Maria Gherardeschi, 3 settembre 1770, Mährisch-Neustadt)
2. Il filosofo di campagna (musicato da Baldassare Galuppi, 26 ottobre 1754, Venezia)
3. La buona figliuola (musicato da Egidio Romualdo Duni, 1756, Parma; musicato da Niccolò Piccinni, 6 febbraio 1760, Roma)
4. La buona figliuola maritata (musicato da Niccolò Piccinni, 10 giugno 1761, Bologna; musicato da Johann Gottfried Schwanenberger, 1764, Brunswick)
5. Il festino (musicato da Antonio Ferradini, 1757)
6. Il viaggiatore ridicolo (musicato da Antonio Maria Mazzoni, 1756; musicato da Florian Leopold Gassmann, 1766, Vienna)
7. Vittorina (musicato da Niccolò Piccinni, 1763)
8. Il re alla caccia (musicato da Baldassare Galuppi, 1763)
9. I volponi (compositore sconosciuto, 1777)
10. Il mercato di Malmantile (musicato da Domenico Fischietti, 26 dicembre 1757, Venezia; musicato da Domenico Cimarosa come La vanità delusa, primavera 1784, Firenze; musicato da Nicola Antonio Zingarelli come Il mercato di Monfregoso, 22 settembre 1792, Milano)
11. La calamita de' cuori (musicato da Baldassare Galuppi, 26 dicembre 1752, Venezia)
12. Il mondo della luna (musicato da Baldassare Galuppi, 29 gennaio 1750, Venezia; musicato da Franz Joseph Haydn, 3 agosto 1777, Esterháza; musicato da Giovanni Paisiello, 24 settembre 1783, San Pietroburgo) Digitalizzato
13. L'arcadia in Brenta (musicato da Baldassare Galuppi, 14 maggio 1749, Venezia)
14. Il mondo alla roversa ossia Le donne che comandano (musicato da Baldassare Galuppi, 14 novembre 1750, Venezia)
15. Il paese della cuccagna (musicato da Baldassare Galuppi, 7 maggio 1750, Venezia)
16. Il conte Caramella (musicato da Baldassare Galuppi, 18 dicembre 1749, Verona)
17. Le nozze (musicato da Baldassare Galuppi, 14 settembre 1755, Bologna; musicato da Giuseppe Sarti, 14 settembre 1782, Milano)
18. Gli uccellatori (musicato da Florian Leopold Gassmann, 1759, Venezia)
19. Arcifanfano, re de' matti (musicato da Baldassare Galuppi, 27 dicembre 1749, Venezia; musicato da Carl Ditters von Dittersdorf, 1º maggio 1774, Johannisberg)
20. L'isola disabitata (musicato da Giuseppe Scarlatti, 20 novembre 1757, Venezia)
21. Il negligente (musicato da Vincenzo Legrenzio Ciampi, 1749, Venezia)
22. I bagni d'Abano (musicato da Baldassare Galuppi e Ferdinando Bertoni, 1753, Venezia)
23. Le virtuose ridicole (musicato da Baldassare Galuppi, 1752; musicato da Giovanni Paisiello, 21 gennaio 1764, Parma; musicato da Bernardo Ottani, Carnevale 1769, Dresda)
24. Il finto principe (compositore sconosciuto, 1749, Venezia)
25. L'astuzia felice (musicato da Filippo Maria Gherardeschi, 1767, Venezia)
26. Bertoldo, Bertoldino e Cacasenno (musicato da Vincenzo Legrenzio Ciampi, 27 dicembre 1748, Venezia)
27. I portentosi affetti della madre natura (musicato da Giuseppe Scarlatti, 11 novembre 1752, Venezia)
28. Lucrezia romana (compositore sconosciuto)
29. Buovo d'Antona (musicato da Tommaso Traetta, 27 dicembre 1758, Venezia)
30. Le donne vendicate (musicato da Gioacchino Cocchi, Carnevale 1751, Venezia)
31. La mascherata (musicato da Gioacchino Cocchi, 27 dicembre 1751, Venezia)
32. Le pescatrici (musicato da Ferdinando Bertoni, 26 dicembre 1751, Venezia; musicato da Franz Joseph Haydn, 16 settembre 1770, Esterháza)
33. La donna di governo (musicato da Domenico Fischietti, autunno 1763, Praga; musicato da Baldassare Galuppi, 1764)
34. La fiera di Sinigaglia (musicato da Domenico Fischietti, Carnevale 1760, Roma)
35. Il talismano (musicato da Antonio Salieri, 10 settembre 1788, Vienna)
36. Lo speziale (musicato da Vincenzo Pallavicini e Domenico Fischietti, Carnevale 1755, Carnevala; musicato da Franz Joseph Haydn, 28 settembre 1768, Esterháza)
37. La cascina (musicato da Giuseppe Scolari, 27 dicembre 1755, Venezia)
38. La ritornata di Londra (musicato da Domenico Fischietti, 7 febbraio 1756, Venezia)
39. Il signor dottore (musicato da Domenico Fischietti, autunno 1758, Venezia)
40. Amor contadino (musicato da Giovanni Battista Lampugnani, 12 novembre 1760, Venezia)
41. L'amore in musica (musicato da Antonio Boroni, 15 ottobre 1763, Venezia; musicato da Carl Ditters von Dittersdorf, 1768, Großwardein)
42. La diavolessa (musicato da Baldassare Galuppi, novembre 1755, Venezia)
43. La cantarina (musicato da Baldassare Galuppi, 28 febbraio 1756, Roma)
44. L'amore artigiano (musicato da Gaetano Latilla, 27 dicembre 1760, Venezia; musicato da Florian Leopold Gassmann, 26 aprile 1767, Vienna; musicato da Carlo Canobbio, 1785, San Pietroburgo)
45. La notte critica (musicato da Florian Leopold Gassmann, 5 gennaio 1768, Vienna)
46. La finta semplice (revisione di Marco Coltellini, musicato da Wolfgang Amadeus Mozart, 1º maggio 1769, Salisburgo)

Libretti revisionati di altri autori:
1. Griselda (scritto da Apostolo Zeno, musicato da Antonio Vivaldi, 18 maggio 1735, Venezia)
2. Il Tigrane (revisione del libretto di Francesco Silvani La virtù trionfante dell'amore, e dell'odio, musicato da Giuseppe Arena, autunno 1741, Venezia; musicato da Christoph Willibald Gluck, 9 settembre 1743, Crema; musicato da Daniel Dal Barba, Carnevale 1744, Verona; musicato da Giovanni Battista Lampugnani, 10 maggio 1747, Venezia)

## Critica goldoniana

### I pregiudizi
Due sono i pregiudizi principali che hanno pesato sulla critica goldoniana:
1. il primo è di natura estetica: l'autore teatrale, cioè, non è ritenuto degno di produrre vera letteratura (un pregiudizio, questo, che in verità ha pesato per tanti anni su tutta la produzione teatrale italiana), il che nega ogni valore poetico alla sua opera.
2. il secondo è di natura ideologica: Goldoni, in quanto “copiatore” della natura, è considerato soltanto come un piccolo bonario moralista, e ciò ne nega il carattere rivoluzionario.

Il primo pregiudizio troverà il suo massimo esponente in Benedetto Croce, mentre il secondo sarà affermato da Francesco De Sanctis; entrambi i critici operano tra Ottocento e Novecento e condizionano quindi la critica goldoniana moderna.
Furono probabilmente i detrattori contemporanei di Goldoni a intuire per primi la vera portata rivoluzionaria del suo nuovo teatro. Ciò è spiegabile per due motivi:
1. il primo è che Goldoni, seguendo in prima persona la messa in scena delle proprie opere, fornisce al pubblico la giusta chiave di lettura delle sue commedie;
2. il secondo è che i contemporanei, pubblico e critica, avvertono con più immediatezza gli aspetti realistici e rivoluzionari delle commedie goldoniane, vivendo all'interno di quella società che Goldoni andava rappresentando.

Il massimo critico (e assiduo spettatore) di Goldoni fu Carlo Gozzi, che nel formulare le sue accuse, in realtà, da un punto di vista conservatore, colse in pieno gli elementi di profonda novità del teatro goldoniano. Egli infatti afferma che Goldoni:
1. "espose sul teatro tutte quelle verità che gli si parano dinanzi, ricopiate materialmente e trivialmente, e non imitate dalla natura, né coll'eleganza necessaria a uno scrittore";
2. "non seppe, o non volle, separare le verità che si devono da quelle che non si devono porre in vista sopra un teatro; ma si è regolato con quel solo principio, che la verità piace sempre";
3. Le commedie di Goldoni "odorano per lo più di pernicioso costume. La lascia e il vizio gareggiano in esse colla modestia e colla virtù, e bene spesso queste due ultime sono vinte da' primi";
4. "ha fatto sovente de' veri nobili lo specchio dell'iniquità e il ridicolo; e della vera plebe l'esempio della virtù e il serio in confronto, in parecchie delle sue commedie";
5. Goldoni ha realizzato una scaltra operazione di avvicinamento alla plebe: "io sospetto (e forse troppo maliziosamente) ch'egli abbia ciò fatto per guadagnarsi l'animo del minuto popolo, sempre sdegnoso col necessario giogo della subordinazione";
6. Quanto allo stile: "Moltissime delle sue commedie non sono che un ammasso di scene, le quali contengono delle verità, ma delle verità tanto vili, goffe e fangose, che quantunque abbiano divertito anche me medesimo, animate dagli attori, non seppi giammai accomodare nella mia mente che uno scrittore dovesse umiliarsi a ricopiarle nelle più basse pozzanghere del volgo, né come potesse aver l'ardire d'innalzarle alla decorazione d'un teatro, e soprattutto come potesse aver fronte di porre alle stampe per esemplari delle vere pidoccherie";
7. Un'ultima accusa riguarda il fatto che Goldoni ricavi da vivere dal suo stesso mestiere di autore teatrale.[16]

Si evince quindi che Gozzi comprese fino in fondo:
- L'assoluta novità del teatro di Goldoni e della sua figura di intellettuale
- Il carattere decisamente realistico del teatro goldoniano
- La pericolosità "pedagogica" (e quindi politica) di fare del realismo in scena
- La pericolosità politica e ideologica di esaltare la plebe e ridicolizzare la nobiltà
- La felice, ma pericolosa, combinazione di efficacia artistica e realismo

Per circa due secoli la stroncatura di Carlo Gozzi rappresentò paradossalmente, con la sua doppia lettura positivo-negativo, l'interpretazione più lucida del cuore dell'operazione teatrale goldoniana.
In epoca successiva, però, si fecero strada i due pregiudizi primari, giustificabili con il fatto che l'opera di Goldoni venne valutata senza tener conto della sua corretta messa in scena. In contesti storici differenti e in contesti culturali lontani dalla Venezia di metà Settecento, l'opera di Goldoni fu svalutata sia sul piano ideologico, sia sul piano linguistico. Illuministi di rilievo come Baretti e Cesarotti finirono per dare giudizi molto riduttivi, formulando addirittura accuse di "sciatteria", "scorrettezza", "grossolanità". Nel frattempo si andava consolidando la tendenza a considerare le opere teatrali come forme di letteratura minore.

### Il giudizio di Francesco De Sanctis e Benedetto Croce
In pieno Ottocento, con Francesco De Sanctis, gli studi su Goldoni hanno un parziale riavvio. Il famoso critico riconosce al Goldoni la novità del realismo, il tentativo cioè di ritrarre la natura in tutte le sue sfaccettature e rendere protagonista “l'uomo, con le sue virtù e le sue debolezze, che crea o regola gli avvenimenti, o cede in balia di quelli”. In questo l'operazione di Goldoni è simile a quella di Galileo, che creò la nuova scienza operando lo stesso capovolgimento di valori: identica quindi la novità di metodo. Pur riconoscendo a Goldoni, quindi, tutte le qualità necessarie per affrontare e vincere questa impresa, De Sanctis però formula accuse di volgarità, superficialità e mancanza di vera poesia: “Questo mondo poetico ha il difetto delle sue qualità: nella sua grossolanità è superficiale, nella sua naturalezza è volgare. In quel suo correre dritto e rapido il poeta non medita, non si raccoglie, non approfondisce; sta tutto al di fuori, giocoso e spensierato, indifferente al suo contenuto, e intento a caricarlo quasi per suo passatempo, con l'aria più ingenua, senza ombra di malizia e di mordacità; onde la forma del suo comico è caricatura allegra e smaliziata, che di rado giunge all'ironia. Nel suo studio del naturale e del vero trascura troppo il rilievo, e se ha il brio del linguaggio parlato, ne ha pure la negligenza; per fuggire alla retorica, casca nel volgare. Gli manca quella divina malinconia, che è l'identità del poeta comico”.
Altra accusa riguarda il "mestiere": secondo lo studioso, Goldoni non sarebbe stato libero nella sua invenzione, ma andò dietro a ragioni mercantili, legate al gradimento del pubblico: “le necessità del mestiere contrastavano alle aspirazioni dell'artista”. Secondo De Sanctis, Goldoni fu “obbligato spesso a concessioni e a mezzi termini per contentare il pubblico, la compagnia e gli avversari […] Di queste concessioni trovi i vestigi nelle migliori commedie, dove non rifiuta certi mezzi volgari e grossolani di ottenere gli applausi della platea”.
In conclusione possiamo dire che la critica del De Sanctis contiene rivalutazioni e stroncature:
1. si riconosce il valore realistico e quindi nuovo dell'opera di Goldoni
2. si riconosce l'importanza del metodo "galileiano", che pone al centro dell'osservazione diretta l'uomo, così com'è
3. si formulano accuse di grossolanità e volgarità dello stile
4. si accusa Goldoni di essere asservito a logiche mercantili e non letterarie
5. il giudizio negativo è esteso a tutte le opere di Goldoni, nessuna esclusa
6. non si individuano le necessità e i meriti della riforma goldoniana, che non sarebbe stata condotta agli esiti dovuti per mancanza di coraggio.

Dopo De Sanctis la riflessione critica su Goldoni insiste sugli aspetti di sensibilità psicologica, di bonomia dello sguardo, di poesia delle opere. Non-poetica è considerata l'arte di Goldoni dal Momigliano, il quale, pur riconoscendo una certa maestria all'autore, esprime infine un giudizio riduttivo: “fu grande quando seppe far con arte profonda un'interpretazione superficiale”.
A questi giudizi fa riferimento anche Benedetto Croce che, senza aver una conoscenza adeguata forse del teatro di Goldoni, ovvero della messa in scena delle commedie, esprime giudizi netti e riduttivi: “…inferiore al Molière nell'osservazione morale e aggirantesi in più semplice cerchia di esperienze… sta tutto nella capacità di un'ilare visione degli uomini, delle loro passioncelle, difetti e vizi o piuttosto difettucci e vizietti e curiose deviazioni, dei quali poi quasi sempre si ravvedono e si correggono. Era anche un buon uomo, di oneste intenzioni, bonario, pietoso, indulgente; la sua vena era quella… e alla poesia propriamente detta non s'innalza”.
In definitiva, secondo Croce, Goldoni:
1. non ha grandi capacità nell'osservazione morale degli uomini
2. non si impegna in uno studio profondo dell'umanità
3. è agito da un carattere bonario, da papà indulgente
4. non raggiunge mai con le sue opere la vera poesia

Da quanto detto, emerge con chiarezza che Croce “buca” letteralmente il cuore stesso dell'opera di Goldoni, non considerando:
1. lo sforzo di rinnovamento del teatro italiano
2. le esigenze e le necessità della sua riforma
3. il valore realistico dell'arte goldoniana
4. lo spessore poetico di alcuni capolavori oggi indiscussi
5. gli aspetti di critica, secca e talora feroce, verso talune realtà sociali
6. la necessità di una corretta messa in scena delle commedie

### La svolta degli studi goldoniani
A inizio Novecento si palesa una netta svolta nella critica goldoniana, con due autori oggi non molto conosciuti, quali Luigi Falchi ed Ernesto Masi, che pubblicarono studi sui contenuti etici e sociali e sul pensiero politico di Goldoni. Tuttavia questi illuminati studi non fecero breccia nella cultura dell'epoca, fortemente condizionata dalla critica desanctisiana e crociana. Secondo il critico teatrale Luigi Lunari “i contributi del Falchi e del Masi stanno alla scoperta del Goldoni come il viaggio di Erik il Rosso sta alla scoperta dell'America”.
Ben altro impatto ebbero gli studi dell'italianista russo Aleksej Karpovič Dživelegov (traslitterato Givelegov), nel 1953. Egli studia con particolare attenzione la maschera di Pantalone e la sua trasformazione nel teatro di Goldoni, dove finisce per incarnare il tipico mercante veneziano dell'epoca. Si tratta di un personaggio guida, in senso ideologico, che evidenzia il percorso della riforma goldoniana: dal teatro della commedia dell'arte al teatro della realtà. Secondo il critico russo, Goldoni compie un esame diretto della realtà con precisi intenti morali e sociali, il tutto in chiave di grande efficacia poetica. In definitiva con Givelegov sono posti dei nuovi punti saldi nella critica goldoniana:
1. riconoscimento dell'arte realistica del suo teatro
2. riconoscimento di uno sguardo attento e profondo alla realtà sociale
3. spessore ideologico di tutta riforma
4. risultati poetici indiscussi

Pochi anni dopo, un altro critico italiano, Manlio Torquato Dazzi, torna a studiare l'ideologia goldoniana, individuando nel teatro di Goldoni “l'oggettiva e realistica immagine di una società dialetticamente articolata in luci e ombre, colta in un momento di profondo travaglio”. Si riconosce lo sforzo di Goldoni nel mettere in evidenza la classe politica in quel momento all'avanguardia; operazione che comunque non gli impedì di guardare alla realtà storica senza preconcetti e mistificazioni.

## Goldoni personaggio
La figura di Carlo Goldoni ispirò a lungo drammaturghi e teatranti tanto che, a cavallo tra Settecento e Ottocento, la produzione drammaturgica italiana registrò numerose commedie che riportavano Goldoni tra i personaggi. Nessun aspetto della vita del commediografo fu risparmiato: dagli amori alla vita parigina, dai successi alle gare fra poeti, Goldoni visse una seconda vita tra le pagine di meno fortunate commedie che lo dipinsero e ne perpetuarono la fama in Italia. Tra queste:
- Carlo Goldoni, presumibilmente di Luigi Forti, senza data
- Le gare fra poeti di Giuseppe Gatti, 1754
- Carlo Goldoni fra' comici di Gaetano Fiorio, 1791
- Il matrimonio di Carlo Goldoni di Gaetano Fiorio, 1791
- Sior Zanetto, ovvero un poeta ai Campi Elisi di Giovanni Smith, 1815
- Madamigella Clairon di Giovan Carlo Cosenza, 1819
- Carlo Goldoni in Genova di Luigi Marchese, 1825
- Carlo Goldoni in Milano di Paolo Gindri, 1837
- Carlo Goldoni di Angelo Ortolani, 1839
- Goldoni e le sue sedici commedie nuove di Paolo Ferrari, 1852
- Giuseppe Angeleri di Francesco Cameroni, 1852
- Goldoni a Udine di Giuseppe Ullmann, 1876
- Il primo passo. Una pagina delle memorie di Carlo Goldoni di Giacinto Gallina, 1877
- Goldoni Bambino di Eugenio Zorzi, 1881
- Un amoreto de Goldoni a Feltre di Libero Pilotto, 1883
- Asmodeo di Luigi Alberti, 1886
- Gli ultimi giorni di Goldoni di Valentino Carrera, 1887
- Goldoni e Ferrari scherzo comico di Giuseppe Ottolenghi, 1889
- La spigliatezza di Luigi Rasi, 1891
- Goldoni a Parigi di Ruggero Luzzatto, 1894
- I fioi de Goldoni di Giuseppe Adami, 1905
- Goldoni e le sue quattro maschere di Pietro Pellizzari, 1907
- L'avvocatino Goldoni di Nino Berrini, 1909
- Goldoni e i suoi avversari di Giovanni Sfetez, 1910
- Goldoni a Parigi. Scene storico-paradossali di Rodiolo Papa, 1911
- Carlo Goldoni di Mario Macerata, 1913
- Goldoni e la sua prima tragedia lirica di Giovanni Sfetez, 1913
- Goldoni e la sua vecchiaia di Giovanni Sfetez, 1920
- Goldoni in convento di Napoleone Girotto, 1923
- La Bottega del caffè, Carlo Goldoni, a cura di Milena Montanile, 2007, Edisud Salerno
- Le Donne di Carlo Goldoni, tra Venezia e Napoli di Giuseppina Scognamiglio, 2011

La proposta di decreto presentata alla Convenzione Nazionale per restituire a Goldoni la pensione negatagli dalla Rivoluzione francese apre l'atto primo "Zucchero e libertà" de L'armata dei sonnambuli di Wu Ming (2014).
Inoltre Goldoni è apparso come personaggio in alcuni film:
- La Locandiera di Paolo Cavara, 1981
- Piccoli delitti veneziani di Étienne Périer, 1988
- Vivaldi, un principe a Venezia di Jean-Louis Guillermou, 2005
- Carlo Goldoni - Venezia Gran Teatro del Mondo di Alessandro Bettero, 2007. Si tratta di un documentario che ricostruisce l'ultimo carnevale trascorso da Goldoni a Venezia prima della partenza per la Francia, nel 1762.

Nel 2010 Alitalia gli ha dedicato uno dei suoi Airbus A320-216 (EI-EIE).